# Physarum polycephalum
Physarum polycephalum is een slijmzwam, een niet cellulaire protist, een organisme dat noch dier, plant of schimmel is. Ph. polycephalum komt voornamelijk voor in vochtige schaduwrijke plekken, en dan voornamelijk op en nabij boomstammen. Het is de grootst bekende protist. In het verleden werd het organisme door zijn overeenkomst met onder de schimmels ten onrechte gecategoriseerd onder de Fungi.
Ph. polycephalum wordt veel gebruikt voor het wetenschappelijk onderzoek naar motiliteit, celdifferentiatie, chemotaxis, celcompatibiliteit, en het verloop van de celcyclus. De reusachtige plasmodiale cel met duizenden identieke celkernen en de grote hoeveelheden eiwitten voor de voortbeweging is het ideale modelorganisme dankzij de afmetingen en de eenvoud van het kweken.
| - Levenscyclus van Ph. polycephalum. - Het buitencircuit illustreert de cyclus met afwisseling tussen een haploïde amoeboïde stadium en een diploïde plasmodiaal stadium. Het binnencircuit toont de volledig haploïde cyclus. |